# RBY Mk I
RBY Mk I – produkowany w Izraelu opancerzony samochód rozpoznawczy. Po raz pierwszy zaprezentowany w maju 1975 roku.
RBY Mk I miał kadłub wykonany z płyt stalowych o grubości do 10 mm. Płyty były nachylone co sprzyjało rykoszetowaniu pocisków. Osie kół były maksymalnie odsunięte od siebie co także minimalizowało zagrożenie wybuchami min (mniejsze ryzyko uszkodzenia struktury kadłuba). Zamocowany z tyłu pojazdu silnik benzynowy Dodge 225-2 napędzał wszystkie koła. Skrzynia biegów ręczna, uzupełniona dwubiegowym reduktorem. Załoga składała się z kierowcy, dowódcy i sześciu żołnierzy desantu. Przedział załogowy nie miał stropu i żołnierze zajmowali miejsce w pojeździe od góry (kadłub nie miał drzwi).
RBY Mk I był uzbrojony w 1-2 karabiny maszynowe kalibru 7,62 mm. Istniała także wersja wsparcia z działem bezodrzutowym kalibru 106 mm i przeciwlotnicza z podwójnie sprzężoną armatą automatyczną kalibru 20 mm.